# 素粒子物理学
素粒子物理学（そりゅうしぶつりがく、英: particle physics）は、物質の最も基本的な構成要素である素粒子とその運動法則を研究対象とする物理学の一分野である。1950年代以降次々と建設された粒子加速器のおかげで、陽子や中性子と非常に性質の似た素粒子が多く発見され、素粒子物理学は急速に進歩した。

## 概要
大別して素粒子論（素粒子理論）と素粒子実験からなる。また実証主義、還元主義に則って実験的に素粒子を研究する体系を高エネルギー物理学と呼ぶ。粒子加速器を用い、高エネルギー粒子の衝突反応を観測することで、主に研究が進められることから、そう命名された。現在、実験で必要とされる衝突エネルギーはテラ電子ボルトの領域となり、加速器の規模が非常に大きくなってきている。将来的に建設が検討されている国際リニアコライダーも建設費用は一兆円程度になることが予想されている。また、近年においても、伝統的に非加速器による素粒子物理学の実験的研究が模索されている。
何をもって素粒子とするのかは時代とともに変化してきており、立場によっても違い得るが現在の標準理論の枠組みにおいては、物質粒子として6種類のクォークと6種類のレプトン、力を媒介する粒子としてグルーオン、光子、ウィークボソン、重力子（グラビトン）、さらにヒッグス粒子等が素粒子だと考えられている。超弦理論においては素粒子はすべて弦（ひも）の振動として扱われる。
現代の素粒子物理学は場の理論の枠組みの中で定式化されている。場の理論の中でもっとも重要な役割を果たしているのが、ゲージ場対称性や繰り込み理論の概念である。これらの概念を用いると、素粒子間に働く力である相互作用の構造を明らかにできるとともに、素粒子の崩壊率や散乱振幅などが正確に計算できることが知られている。実際、現在の素粒子物理学の理論である素粒子の標準理論は、場の理論の枠組みの中で構成されている。
これまでに知られている素粒子間に働く力、つまり相互作用には、重力相互作用、電磁相互作用、強い相互作用、弱い相互作用の4つがある。電磁相互作用とは電気力と磁力のことで、これら2つの力は、1864年にマックスウェルによって実は1つの力であることが証明され、今では電磁相互作用と呼ばれている。強い相互作用とは物質を構成する素粒子（クォーク）間に働く力で、弱い相互作用とはベータ崩壊等に関係する弱い結合の力のことである。どちらの相互作用も原子核の大きさ程度の非常に短距離で働く力であるので、人間のサイズでは見かけることはない。重力以外の3つの相互作用は人間の世界とはかけ離れた大きなエネルギースケールで統一されるとする仮説がある（大統一理論）。

## 理論
- ゲージ理論
- 標準理論
- 統一理論
- 超対称性理論
- 超弦理論
- 量子重力理論
- 大統一理論
- 素粒子論的宇宙論